# Jacques Debat-Ponsan
 (novembre 2021).
Si vous disposez d'ouvrages ou d'articles de référence ou si vous connaissez des sites web de qualité traitant du thème abordé ici, merci de compléter l'article en donnant les références utiles à sa vérifiabilité et en les liant à la section « Notes et références ».
Jacques, Harold, Édouard Debat-Ponsan, né le 21 août 1882 à Copenhague (Danemark) et mort le 4 mars 1942 à Paris, est un architecte français, grand prix de Rome en 1912, fils du peintre Édouard Debat-Ponsan, frère de Jeanne Debat-Ponsan, beau-frère de Robert Debré et d'André Morizet.

## Biographie
- Élève de l'École des beaux-arts, autour des années 1900, assistant notamment aux cours de Laloux.
- Obtient le grand prix de Rome en 1912. Pensionnaire de la Villa Médicis de Rome (antenne de l'Académie française) de janvier 1913 à février 1915.
- Après la Première Guerre mondiale, il participe à la reconstruction des régions libérées en tant qu'architecte agréé par la Préfecture de la Somme. À cette époque, il a d'ailleurs des bureaux à Amiens et Péronne.
- Devient architecte-en-chef de l'administration des PTT en 1928.
- Devient architecte des Bâtiments civils et des palais nationaux en 1931.
- Chef d'atelier à l'École des beaux-arts de 1931 à 1942.

Il est inhumé au cimetière du Père-Lachaise (26e division).

## Expression architecturale
Jacques Debat-Ponsan adopte des expressions architecturales variées, selon chaque cas, de la restitution au registre régionaliste, en passant par une modernité hardie. Sans être un ardent défenseur du terroir, son architecture oscille entre la tradition et la modernité. Son expression s'illustre par la présence d'éléments pittoresques ou d'inspiration Art déco, l'utilisation de matériaux contrastés, de hautes toitures débordantes et aussi par un traitement géométrique des volumes.

## Réalisations
| Localisation                                     | Description                                        | Date(s)     |
| ------------------------------------------------ | -------------------------------------------------- | ----------- |
| Péronne (Somme)                                  | Hôtel de ville                                     | 1927        |
|                                                  | Collège, de garçons, Saint-Simon                   | 1923-1926   |
|                                                  | Collège, de filles, Béranger                       | 1924-1926   |
|                                                  | Écoles municipales (Centre-Ville)                  |             |
|                                                  | Villa du Docteur Boulanger                         |             |
| Driencourt (Somme)                               | Mairie-École                                       | 1924-1929   |
|                                                  | Église Sainte-Radegonde                            |             |
| Gentelles (Somme),                               | Église Saint-Martin                                | 1927        |
| Estrées-Mons (Somme), hameau de Mons-en-Chaussée | Église Saint-Pierre                                | 1927        |
| Brie (Somme)                                     | Mairie-école                                       | 1924-1928   |
|                                                  | Église Saint-Géry de Brie                          | 1930-1932   |
| Ennemain (Somme)                                 | Église                                             | 1925        |
|                                                  | Mairie                                             |             |
| Roisel (Somme)                                   | Église Saint-Martin                                | 1928-1930   |
| Cléry-sur-Somme (Somme)                          | Église Saint-Martin                                | 1931-1933   |
| Reims (Marne)                                    | Villa de M. Douce (associé à Pol Gosset)           | 1929-1934   |
| Boulogne-Billancourt (Hauts-de-Seine)            | Hôtel de ville (associé à Tony Garnier)            | 1931 - 1934 |
|                                                  | Habitation Bon Marché 21 avenue du Général-Leclerc |             |
|                                                  | Ecole élémentaire 36 rue de Sèvres                 | 1933-1934   |
| Bordeaux (Gironde)                               | Halle des Abattoirs                                | 1932-1938   |
| Paris                                            | Central téléphonique « Invalides »                 | 1933        |
|                                                  | Central téléphonique « Ségur »                     |             |